# 円地晶子
円地 晶子（えんじ あきこ、1978年3月15日 - ）は、日本の女優。
千葉県出身。2001年無名塾入塾（25期生）。株式会社仕事所属。

## 出演

### テレビ
- 風になる（2004年 - 2006年）
- 新・人間交差点（2006年）
- 相棒
  - （2012年） - 福田
  - （2019年） - 河野友子
- 破裂（2015年） - 葛西充子
- 相続探偵 第8話（2025年3月15日、日本テレビ） - 島田正美 役[2]

### 映画
- 23 enigma（2012年）
- 駆込み女と駆出し男（2015年）

### 舞台
- いのちぼうにふろう物語
- ウィンザーの陽気な女房たち
- 大津皇子
- 近代能楽集
- ククリの空〜青ゐ鳥
- 化粧
- 長州異聞
- ドン・キホーテ
- 炎の人
- マクベス
- 無明長夜
- 森は生きている
- 令嬢と召使
- 煙が目にしみる[3]